# Pieter Hoogenboom
Pieter Hoogenboom (Oud-Beijerland, 15 mei 1887 – Zeist, 10 februari 1956) was een Nederlands politicus. 
Hij werd geboren als zoon van Willem Hoogenboom (1857-1927) en Jacoba Schipper (1855-1936). Hij was volontair bij de gemeente Zeist en daarna ambtenaar ter secretarie van de gemeenten Bunnik, Odijk en Werkhoven. In augustus 1913 werd hij de gemeentesecretaris van Zwammerdam en in 1917 volgde daar zijn benoeming tot burgemeester. Hoogenboom werd in 1951 vanwege gezondheidsproblemen ontslag verleend en hij overleed in 1956 op 68-jarige leeftijd. 